# Лук неравнодольный
Лук неравнодольный (лат. Allium anisotepalum) — многолетнее травянистое растение, вид рода Лук (Allium) семейства Луковые (Alliaceae).

## Распространение и экология
В природе ареал вида охватывает Памиро-Алай (Алайский хребет) и Тянь-Шань (Ферганский хребет). Эндемик.
Произрастает на щебнистых и мелкоземных склонах в степном поясе гор.

## Ботаническое описание
Луковица яйцевидная, диаметром 0,5—1 см, наружные оболочки серо-бурые или бурые, кожистые, раскалывающиеся, с неясными, почти сетчатыми жилками. Луковички немногочисленные, некрылатые, мелкие, беловатые, с тонкими жилками. Стебель высотой 10—40 см, на треть одетый гладкими, расставленными влагалищами листьев.
Листья в числе двух—четырёх, шириной 0,5—1,5 мм, нитевидные, полуцилиндрические, желобчатые, гладкие или, реже, по краю шероховатые, короче стебля.
Чехол, обычно, в полтора раза короче зонтика, иногда розово-окрашенный, обычно остающийся, до основания разорванный. Зонтик коробочконосный, пучковато-полушаровидный или полушаровидный, густой, многоцветковый. Цветоножки почти равные, равны или, чаще, в полтора—два раза длиннее околоцветника, без прицветников. Листочки колокольчатого при основании вдавленного околоцветника розовые, с грязно-пурпурной жилкой, неравные, наружные очень оттянутые, длиной 4—6 мм, острые, продолговатые или продолговато-ланцетные, реже ланцетные, на четверть или в половину длиннее внутренних, острых, продолговатых или продолговато-эллиптических. Нити тычинок в два с половиной или три раза короче листочков околоцветника, на треть или на половину между собой и с околоцветником сросшиеся, цельные, наружные узкотреугольные, внутренние широкотреугольные. Столбик не выдается из околоцветника.
Коробочка в 2 раза короче околоцветника.

## Таксономия
Вид Лук неравнодольный входит в род Лук (Allium) семейства Луковые (Alliaceae) порядка Спаржецветные (Asparagales).
|  |                                      |  |                                                             |                                                             |                   |  | ещё 24 семейства (согласно Системе APG II) | ещё 24 семейства (согласно Системе APG II) |                        |  |  |  | ещё более 870 видов |
|  |                                      |  |                                                             |                                                             |                   |  | ещё 24 семейства (согласно Системе APG II) | ещё 24 семейства (согласно Системе APG II) |                        |  |  |  | ещё более 870 видов |
|  |                                      |  |                                                             | порядок Спаржецветные                                       |                   |  |                                            |                                            | род Лук                |  |  |  |                     |
|  |                                      |  |                                                             | порядок Спаржецветные                                       |                   |  |                                            |                                            | род Лук                |  |  |  |                     |
|  | отдел Цветковые, или Покрытосеменные |  |                                                             |                                                             | семейство Луковые |  |                                            |                                            | вид Лук неравнодольный |  |  |  |                     |
|  | отдел Цветковые, или Покрытосеменные |  |                                                             |                                                             | семейство Луковые |  |                                            |                                            |                        |  |  |  |                     |
|  |                                      |  | ещё 44 порядка цветковых растений (согласно Системе APG II) | ещё 44 порядка цветковых растений (согласно Системе APG II) |                   |  |                                            | ещё около 300 родов                        | ещё около 300 родов    |  |  |  |                     |
|  |                                      |  |                                                             | ещё 44 порядка цветковых растений (согласно Системе APG II) |                   |  |                                            |                                            | ещё около 300 родов    |  |  |  |                     |